# Renova (Portugal)
Renova är ett portugisiskt papperstillverkar- och designföretag som producerar  papper för användning i hemmet och badrummet – hushällspapper, toalettpapper, servetter, näsdukar.
Dess mest kända produkt är toapapper, i färgerna svart, rött, rosa och grönt.
Det exporteras till ett flertal länder, i synnerhet till USA, Kanada, Japan, Frankrike, Belgien, Luxemburg, Spanien.
Företagets huvudkontor och fabrik ligger i Torres Novas, i Santarém distriktet i centrala Portugal.

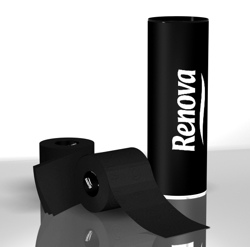
Renovas svarta toalettpapper